# Concepción (nao)
La Concepción fue una nao española del siglo XVI, parte de la expedición de Magallanes a las «islas de las Especias» (las Molucas). Fue quemada por los propios expedicionarios en las islas Filipinas en 1521.

## Historial
Con 90 toneles (108 toneladas), era la tercera en porte de las cinco naves comandadas por Fernando de Magallanes «para el descubrimiento de la especería». Tuvo un coste de 228 750 maravedíes.
A la salida de la expedición de Sevilla el 10 de agosto de 1519 la Concepción contaba con una tripulación de 44 hombres. Su capitán era Gaspar de Quesada. Entre su tripulación se encontraba Juan Sebastián Elcano, como maestre de la embarcación, marino que lograría realizar la primera circunnavegación de la Tierra capitaneando la nao Victoria.
La escuadra llegó el 31 de marzo de 1520 a una bahía en la Patagonia que llamaron «puerto de San Julián». Magallanes tiene la intención de pasar el invierno allí pero tiene que hacer frente al motín de parte de sus capitanes, descontentos con la forma de actuar de su capitán general y con dudas de encontrar algún paso al mar del Sur en aquellas tierras. Gaspar de Quesada, uno de los cabecillas de la rebelión, con cerca de treinta hombres de la Concepción aborda la San Antonio, apresando a su capitán, Álvaro de Mezquita. Magallanes consigue reprimir la rebelión y manda ejecutar a Quesada.
El 22 de mayo la Santiago, al mando de Juan Serrano, naufraga mientras exploraba la costa meridional de la Patagonia. Magallanes nombra a Serrano capitán de la Concepción.

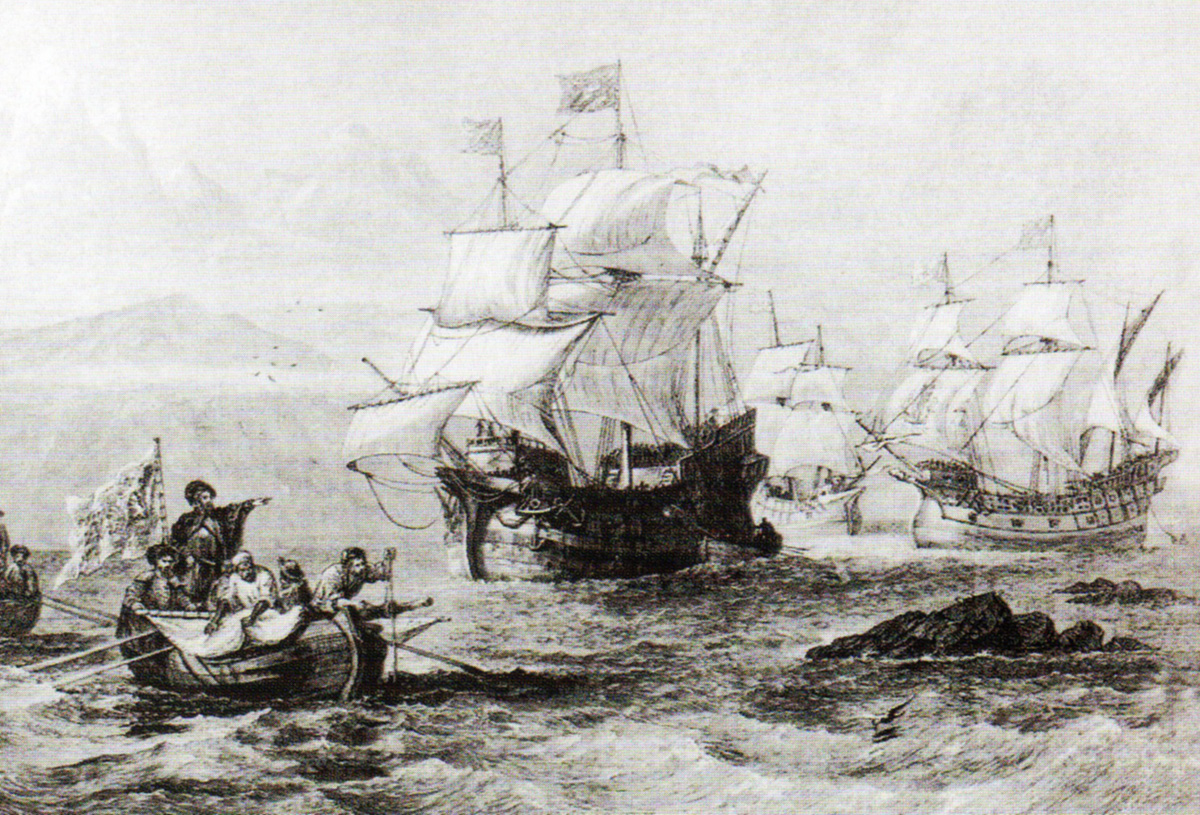
Ilustración del mostrando a Magallanes cruzando el estrecho.

La armada de Magallanes partió del puerto de San Julián el 21 de agosto. Llegaron al cabo Vírgenes el 21 de octubre, donde Magallanes ordena a la Concepción y a la San Antonio explorar el canal que luego sería conocido como estrecho de Magallanes. Las dos naos regresan sin descubrir la salida del estrecho. Magallanes decide emprender la navegación del canal con las otras naos. Cuando habían recorrido cincuenta leguas en el estrecho manda a la San Antonio adelantarse para buscar la salida. La tripulación de la San Antonio decide desertar, desandando el camino y poniendo rumbo a España. Magallanes, después de buscar sin éxito a la San Antonio, continua la navegación del estrecho desembocando en el océano Pacífico el  27 de noviembre de 1520.
Con solo tres naves y escasez de provisiones atraviesan el Pacífico hasta llegar, el 6 de marzo de 1521, a las islas que llamaron «de los ladrones» (las Marianas). Allí se reaprovisionaron y prosiguieron su viaje con rumbo oeste, avistando el archipiélago que llamaron «de San Lázaro» (las Filipinas) el 16 de marzo. Fondearon en la isla de Suluan.
Después de recorrer varias islas del archipiélago filipino, la expedición llega a la isla de Cebú. Magallanes, con ayuda de su esclavo Enrique de Malaca que le sirve de intérprete, consigue la amistad del gobernante de Cebú que accede a ser bautizado y a convertirse en vasallo del rey de España. Tras este éxito inicial, Magallanes intenta someter a otros reyes de las islas. El 27 de abril de 1521, en una demostración de fuerza, luchando en Mactán contra un número muy superior de guerreros indígenas, Magallanes es derrotado y muere.
La expedición elige a Duarte Barbosa, primo de Magallanes y capitán de la Victoria, como su nuevo capitán general. El rey de Cebú invita a Barbosa y a sus oficiales a un banquete con la intención de traicionarlos. Los cebuanos asesinaron a todos los invitados por sorpresa, excepto a Juan Serrano que luego intentan canjear por dos piezas de artillería a los que permanecían en las naos. La gente de las naos, temiendo otro engaño para matarlos a todos, partieron dejando a Serrano.
Los ciento quince supervivientes parten de Cebú, navegando diez leguas, hasta a la isla de Bohol. Allí, al no quedarles hombres suficientes para manejar las tres naos, deciden quemar la que en peor estado se encontraba, que era la Concepción. Distribuyeron la tripulación, jarcias, pertrechos y armamento entre la Trinidad y la Victoria.